# Eusandalum puella
Eusandalum puella är en stekelart som först beskrevs av Nikol'skaya 1952.  Eusandalum puella ingår i släktet Eusandalum och familjen hoppglanssteklar. Inga underarter finns listade i Catalogue of Life.